# 孔雀の道
『孔雀の道』（くじゃくのみち）は、NHK「銀河ドラマ」で1970年6月22日から6月26日に放送された連続テレビ映画である。カラー作品。全5回。

## 概要
「銀河ドラマ」第30作。陳舜臣の同名小説（第23回日本推理作家協会賞受賞作）が原作である。日英混血のヒロインと日本人青年の宿命的な出会いと結びつきを通して、暗い戦争の傷跡が浮かび上がってゆくサスペンスドラマ。ロケーションを多用して全編フィルムで撮影された。

## 物語
女子大の英語講師として13年ぶりに来日したローズ・ギルモアは、興信所調査員の中垣とふとしたことで知り合うが、ローズの父は戦時中、英国人の二重スパイ、中垣の父はそれをネタに脅迫した日本軍憲兵中尉であった。そして中垣の父は23年前、ローズの父に殺されていた。その真相を解き明かそうと当時の関係者を訪ね歩くうち、2人は否応なしにどす黒く複雑に絡み合った人間関係を知ることになる。

## キャスト
- ローズ・ギルモア  …… 村松英子
- 中垣照道 …………… 川津祐介
- ランポール夫人……… 月丘夢路
- 立花康子 …………… 加藤治子
- 島田記者 …………… 江守徹
- 北杉医師 …………… 下條正巳
- 警部補 ……………… 日下武史
- 王慎明 ……………… 小松方正
- 伏見寛子 …………… 初井言榮
- 伊沢 ………………… 森塚敏
- 青木 ………………… 森幹太

## スタッフ
- 原作：陳舜臣
- 脚本：清水邦夫
- 演出：深町幸男、村上佑二、田畑繁
- 音楽：桑原研郎
- 制作：遠藤利男

## 参考資料
- 「テレビジョンドラマ」（放送映画出版）